# Abû Tâhir Sulaymân
Abû Tâhir Sulaymân ou Abū-Tāhir Al-Jannābī (arabe : ابوطاهر سلیمان الجنّابی) serait né vers 906 et mort en 944 est le chef des Qarmates de la région de Bahreïn et d'Al-Hassa. Son règne se caractérise par une politique militaire agressive dont le fait le plus marquant est le sac de La Mecque et la capture de sa Pierre noire en 930.
En 923, il succède à son oncle, devenu régent après l'assassinat de son père Abu-Saïd Janabi en 913, celui-ci avait fondé un État qarmate en violente opposition théologique et militaire avec les Abbassides. Abû Tâhir conduit un règne plus guerrier et plus autocratique que celui de son père, qui s'appuyait sur un conseil pour gouverner. Les Qarmates sont des Ismaëliens, entre autres divergences avec les sunnites, ils considèrent que le pèlerinage vers la Kaaba est une abomination païenne, ce qui leur donne le droit de piller les caravanes de pèlerins. Cette politique l'enrichit considérablement. Il se rapproche un temps des Fatimides, non seulement pour des raisons religieuses, mais aussi pour prendre les Abbassides en tenaille. 
En 924, il lance un raid contre la grand cité de Bassora, la pille, incendie sa mosquée et emmène une partie des habitants en esclavage. En 930, il pille de La Mecque au moment du Hajj : il se livre à un grand nombre d'actes pour désacraliser la ville : ils jettent des cadavres dans les puits, brise la Kaaba et s'empare de la pierre noire qu'il ramène dans sa capitale Al-Hassa.
Alors au faîte de son pouvoir, dans un épisode encore confus pour les historiens, Abû Tâhir reconnaît le mahdi en la personne d'un jeune Perse inconnu. Après une période mouvementée, celui-ci est exécuté et Abû Tâhir reprend les rênes. L'épisode déstabilise les croyants et un certain nombre fuient mais Abû Tâhir conserve le pouvoir. En 939, il accepte de cesser ses attaques contre les pèlerins en échange d'un tribut abbasside